# Pierre II (évêque de Poitiers)
Pour les articles homonymes, voir Pierre II.
Pierre II (v. 1050-1115) est évêque de Poitiers de 1087 à sa mort. Il met en œuvre la réforme grégorienne. Proche de Robert d'Arbrissel, il l'aide à fonder l'abbaye de Fontevraud. Il est arrêté par le duc d'Aquitaine qu'il avait excommunié, et exilé au château de Chauvigny où il meurt. Il est vénéré comme saint par l'Église catholique et fêté le 4 avril.

## Biographie
On ne connaît pas bien le début de sa vie. Il est auparavant archidiacre, avant d'être élu évêque du diocèse par le chapitre cathédral en 1087, succédant à Isembert II. Il occupe ce poste pendant près de trente ans. Son temps en tant qu'évêque de Poitiers est marqué par l'application de la réforme grégorienne, nommée d'après le pape Grégoire VII (1073-1085).
Proche de Robert d'Arbrissel, il l'aide dans la fondation de l'abbaye de Fontevraud, et encourage plus généralement le développement de la vie monastique et canoniale dans le diocèse.
Pierre II participe au concile de Clermont en 1095, où le pape Urbain II appelle à la première croisade. L'année suivante, il accueille le pape Urbain II à Poitiers. 
En 1100, il est l'hôte d'un concile à Poitiers, réunissant 140 prélats sous la présidence des cardinaux Jean et Benoît, légats du nouveau pape Pascal II. Le concile discute de la réforme de l'Église mais aussi du cas du roi Philippe, qui avait répudié son épouse légitime et s'était remarié avec Bertrade de Montfort, elle-même déjà mariée. Le concile décide de l'excommunier pour la deuxième fois, malgré l'insistance de Guillaume le Troubadour, duc d'Aquitaine et comte de Poitiers, d'autant plus soucieux qu'il est lui aussi coupable d'adultère avec la femme du vicomte de Châtellerault.
Et effectivement Pierre II rentre rapidement en conflit avec le comte. Ce dernier refusant obstinément de se repentir, l'évêque décide de l'excommunier dans une cérémonie formelle dans la cathédrale en présence du peuple et de ses principaux vassaux. Le comte Guillaume débarque avec des hommes d'armes dans la cathédrale et tente par la force de l'en empêcher, mais malgré les menaces Pierre termine son discours d'excommunication. 
Cette décision entraîne son exil. Pierre II est arrêté et assigné à résidence au château de Chauvigny, ce à quoi il se soumet. A son entrée dans la ville, il y est accueilli en triomphe par la population. Il fait venir auprès de lui les futurs prêtres du diocèse pour les instruire avant de les ordonner, et ouvre une léproserie dans la cour du château. Lors d'une inondation touchant une partie de la ville, il jeûne et prie incessamment trois jours et trois nuits, puis fait don de tous ses biens aux sinistrés. Il lutte contre le laisser-aller des clercs. Il meurt, toujours à Chauvigny, le 4 avril 1115.

## Postérité et vénération

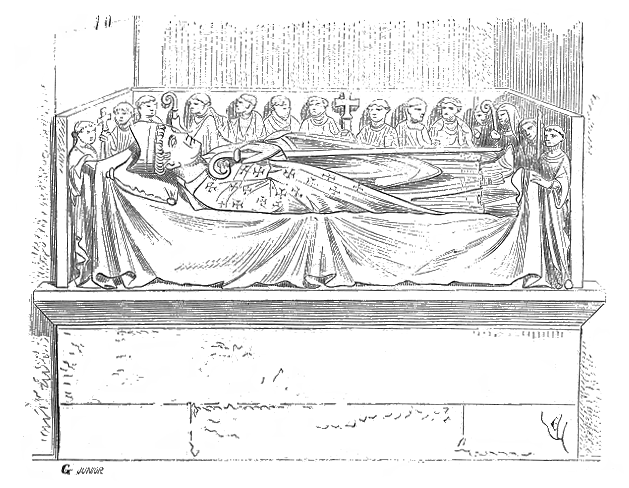
Tombeau de Pierre II à Fontevraud

Son corps est déposé à l'abbaye de Fontevraud, dans le chœur de l'église abbatiale, à la droite du maître-autel. Le tombeau est décrit ainsi par Eugène Viollet le Duc :
« La statue, couchée sur un lit drapé, est entourée de figurines en ronde bosse représentant les religieux assistant aux funérailles de l’évêque. Parmi ces religieux, on distingue l’abbesse de Fontevrault et un abbé, tous deux tenant la crosse, signe de leur dignité. Les autres personnages portent des croix et des cierges.

La chasuble de l’évêque était d’un bleu verdâtre, aux croisettes d’or, doublée de rouge; sa mitre blanche avec un bandeau rouge, l’aube blanche, l’étole verte, les chaussures noires. L’abbesse était vêtue de noir, et les religieux, les uns de blanc, les autres de vert, se détachant sur un fond rouge. Une arcature couvrait le sarcophage, mais elle était déjà détruite du temps de Gaignères (1642-1715), qui nous a laissé le dessin de ce curieux monument… »
Son ami Robert d'Arbrissel est lui aussi inhumé dans le chœur, de l'autre côté. Mais les deux tombes sont manifestement détruites pendant la Révolution.
Pierre II est rapidement considéré comme saint, en témoigne cet éloge de son contemporain Hildebert de Lavardin, évêque du Mans puis archevêque de Tours :
« La religion ornait sa vie, la discrétion son esprit, la lumière de ses œuvres sa réputation, l'Écriture son étude, la mesure ses paroles, le droit son jugement, la rigueur sa justice, le charme son visage, la bienveillance ses entrailles, le bâton pastoral sa main. Le pape le promut, le comte le dépouilla, le Christ reçut le fugitif dans son ordre, son siège, le ciel. Privé de ses biens l'évêque endura la pauvreté, détenu par la force il accepta les chaînes, chassé de la ville il supporta l'exil. Maintenant riche, ce Pierre possède les cieux, libre, il suit le Christ, stable, il reçoit ses récompenses, le Christ. »
Il est vénéré comme saint par l'Église catholique et commémoré le 4 avril dans le diocèse de Poitiers, qui possède également une paroisse sous son patronage, comprenant justement la commune de Chauvigny.